# اوبر کنده
اوبر کُنده (زاده ۳۰ دسامبر ۱۹۷۰) بازیگر و کارگردان فرانسوی است. از مهمترین آثار او بازی در نفرت است.